# Hassan Mubarak
Hassan Mubarak, né le 13 avril 1968, est un footballeur international émirati.

## Biographie
Hassan Mubarak participe avec l'équipe des Émirats arabes unis à la Coupe d'Asie des nations 1996, disputée à domicile. Il participe à tous les matchs et échoue en finale aux tirs-au-but. Cela permet à la sélection de participer à la Coupe des confédérations 1997. 
Durant cette compétition, il participe aux trois matchs disputés par son équipe, en étant éliminé au premier tour. Il inscrit un but contre l'Afrique du Sud à la cinquième minute de jeu. 
Il dispute également les éliminatoires de la Coupe du monde 1998, inscrivant un but contre le Japon (1-1).

## Performance
- Finaliste de la Coupe d'Asie des nations 1996 avec l'équipe des Émirats arabes unis